# Baltasar Picornell
Baltasar Damián Picornell Lladó (Felanich, Baleares, 8 de agosto de 1977) es un carpintero metálico y político español, fue diputado en el Parlamento de las Islas Baleares en la IX legislatura. El 14 de febrero de 2017 fue elegido Presidente del Parlamento. Sucedió a la Presidenta María Consuelo Huertas Calatayud.

## Trayectoria
Es hijo único y ha realizado formación profesional en el IES de Felanich, desde los 17 años trabaja como mecánico ferretero. Miembro de Unión por la Tercera República y de Unidad Cívica por la República Baleares, el 2014 ingresó en Podemos, donde formó parte de la candidatura interna Entre Islas Podemos. A pesar de que fue derrotada, llegó a un acuerdo con Alberto Jarabo Vicente y fue número 5 de la lista de Podemos en las elecciones al Parlamento de las Islas Baleares de 2015. Prometió "por imperativo legal".
Después de haber transcurrido más de 15 días desde el cese de Xelo Huertas como Presidenta del Parlamento de las Islas Baleares, en la sesión del 14 de febrero del 2017 fue elegido para el cargo, convirtiéndose en el segundo presidente de la cámara autonómica de la IX legislatura del Parlamento, con 34 votos, frente a los 20 de la única candidatura alternativa, la de la diputada del PP Núria Riera.